# Kaukaz Zachodni
Kaukaz Zachodni (ros. Западный Кавказ) – zachodnia część Kaukazu. Położony w południowej części Rosji europejskiej, obejmuje teren pomiędzy Morzem Czarnym a górą Elbrus.

## Światowe dziedzictwo UNESCO
Kaukaz Zachodni został wpisany na listę światowego dziedzictwa UNESCO w 1999 roku na 23. sesji Komitetu Światowego Dziedzictwa, odbywającej się w Marrakeszu. Łączna powierzchnia terenu chronionego wynosi 275 tys. ha. W 2014 roku Rosja zaproponowała rozszerzenie wpisu o dodatkowe 59 209 ha. Propozycja ta znajduje się obecnie na liście informacyjnej UNESCO pod nazwą „Kaukaz Zachodni (rozszerzenie wpisu)”.

## Ochrona przyrody
Na terenie Kaukazu Zachodniego znajduje się Kaukaski Rezerwat Biosfery, który jest jednym z zapowiedników Rosji oraz od 1979 roku ma status rezerwatu biosfery UNESCO. W 2009 roku rezerwat został zakwalifikowany przez BirdLife International jako ostoja ptaków IBA.
W tym rejonie znajduje się również najstarszy park narodowy w Rosji, utworzony w 1983 roku – Soczijski Park Narodowy.